# Ромита, Джон (младший)
Джон Сальваторе Ромита (порт. John Salvatore Romita), более известный как Джон Ромита-младший (порт. John Romita Jr.) — американский художник комиксов. Знаменит своими работами для Marvel Comics 1970-х — 2000-х годов. Часто использует псевдоним JRJR, — аббревиатуру от Джона Ромиты-младшего.

## Ранняя жизнь
Джон Ромита-младший родился в Нью-Йорке. Является сыном Вирджинии и Джона Ромиты-старшего, одного из постоянных художников комиксов о Человеке-пауке на протяжении 1960-х.

## Карьера
Первый вклад в сфере комиксов Джон Ромита-младший сделал в 13 лет, когда участвовал в создании персонажа Бродяги для The Amazing Spider-Man #78 (Ноябрь, 1969). Свою карьеру он начал в Marvel UK, где создавал эскизы для обложек комиксов, благодаря уважению к его отцу. Его дебютом стала шести-страничная история под названием «Chaos at the Coffee Bean!», опубликованная в рамках The Amazing Spider-Man Annual #11 (1977).
Популярность Ромиты-младшего начала расти с момента публикации новых комиксов о приключениях Железного человека, со сценаристом Дэвидом Мишелини и художником Бобом Лейтоном во второй половине 1970-х. Творческая группа представила несколько второстепенных персонажей, таких как телохранителя и подругу Старка Бетани Кейб и его соперника промышленника Джастина Хаммера. В начале 1980-х он был основным художником серии The Amazing Spider-Man, а также первым иллюстратором серии комиксов об Ослепительной. Он и сценарист Деннис О’Нил представили Мадам Паутину в The Amazing Spider-Man #210 (Ноябрь 1980) и Гидромена в The Amazing Spider-Man #212. Совместно с О’нилом они создали персонажа Хобгоблина. В 1982 году, совместно с Роджером Стерном, он придумал Монику Рамбо, которая стала вторым персонажем Marvel Comics, носившим имя Капитан Марвел, и первой афроамериканкой в составе Мстителей. С 1983 по 1986 работал над серией Uncanny X-Men вместе с Дэном Грином и с Крисом Клермонтом они создали персонажа Кузнеца. В 1993 году он вернулся в качестве художника для Uncanny X-Men.
С 1980 по 1990 года был постоянным художником серии Daredevil со сценаристом Энн Носенти и Элом Уильямсоном. Участвовал в создании антагониста Сорвиголовы, Тифозной Мэри. Для самого Ромиты-младшего, его работа над Сорвиголовой была самым выдающимся делом в жизни, поскольку это был первый раз, когда ему было дозволено полностью иллюстрировать комиксы и вносить что-то от себя, а также у него появились первые рабочие отношения со сценаристом серии. После Daredevil #282 Ромита оставил серию, чтобы работать над другими проектами.
Стэн Ли взял интервью у Ромиты-младшего и его отца для своего документального шоу «The Comic Book Greats».
В 1990-х Ромита вернулся к работе над серией Железный человек в рамках сюжета Armor Wars, написанного Джоном Бёрном. Затем он иллюстрировал The Punisher War Zone, минисерию Cable, а также кроссовер между Бэтменом и Карателем. В 1993 году Ромита сотрудничал с Фрэнком Миллером в создании истории о происхождении Сорвиголовы, известной как Daredevil: The Man Without Fear. Он вновь работал над Сорвиголовой вместе с Элом Уильямсом. Ромита решил изменить формат комикса: вместо 64-страничного графического романа появился 144-страничный, разделённый на пять выпусков ограниченной серии. Вместе с Дэном Юргенсом он возобновил серию Thor в июле 1998 года. В январе 1999 года он и Говард Маки перезапустили серию Peter Parker: Spider-Man.
В 2001 году Ромита-младший вновь стал постоянным художником серии The Amazing Spider-Man совместно со сценаристом Джозефом Майклом Стражински, начиная с The Amazing Spider-Man vol. 2 (Июнь 2001 года). Творческая группа подготовила специальный выпуск #36, выпущенный после событий 11 сентября 2001 года. Вместе с Марком Милларом работал над Wolverine vol. 3. В 2004 году, созданный Ромитой проект The Gray Area был опубликован в Image Comics. Ромита продолжил свою работу на Marvel Comics и иллюстрировал серии Black Panther, The Sentry и Ultimate Vision, сюжетной линией из Ultimate Marvel, написанной Марком Милларом.
В 2006 году сотрудничал с Нилом Гейманом в проекте Eternals. Вместе со сценаристом Грегом Паком работал над ограниченной серией World War Hulk.
В 2008 году Ромита вернулся к серии The Amazing Spider-Man. Он также вновь сотрудничал с Милларом в его собственной линейке комиксов Kick-Ass, опубликованной в Icon Comics. В 2010 году по комиксу был выпущен художественный фильм «Пипец», где Ромита был одним из продюсеров. Он также был режиссёром анимированных кадров, иногда пересказывающих повествование фильма.
9 апреля 2011 года Ромита был одним из 62 создателей комиксов, которые появились на сцене IGN Kapow! и установил два рекорда Гиннесса: «Самое быстрое создание комиксов» и «Наибольший вклад в развитие комиксов». Для этого ему в сотрудничестве с Марком Милларом и другими художниками пришлось менее чем за 12 часов создать 20-страничный комикс Superior, тираж которого составил 1000 экземпляров. Все они были направлены в детский фонд Йоркхилла.
4 мая 2012 года Ромита-младший побил свой собственный рекорд, рисуя эскизы персонажей и символы комиксов в течение 50 часов подряд.
В 2014 года Ромита-младший стал художником серии комиксов Superman, начиная с выпуска #32, в сотрудничестве с Джеффом Джонсом.

### Влияние и стиль
Искусство Ромиты-младшего включает элементы творчества его отца, Джона Ромиты-старшего, а также художников Джека Кирби и Джона Бушемы; живописца Ньюэлла Конверса Уайета и иллюстратора Чарльза Дана Гибсона.
Своей лучшей работой он считает Daredevil: The Man Without Fear из-за сильного повествования и качества рассказа.

## Творчество

### DC Comics
- Superman vol. 3 #32-43 (2014—2015)

### Marvel Comics
- The Amazing Spider-Man #208, 210—218, 223—227, 229—236, 238—250, 290—291, 400, 432, 500—508, 568—573, 584—585, 587—588, 600, Annual #11, 16 (1980—1984, 1987, 1995, 1998, 2003—2004, 2008—2009)
- The Amazing Spider-Man vol. 2, #22—27, 30—58 (2000—2003)
- Avengers vol. 3 #35 (2000)
- Avengers vol. 4 #1—12, 14, 16—17 (2010—2011)
- Black Panther vol. 4, #1—6 (2005)
- Cable: Blood and Metal #1—2 (miniseries, 1992)
- Captain America vol. 7, #1—10 (2013)
- Daredevil #250—257, 259—263, 265—276, 278—282, Annual #5 (1988—1990)
- Daredevil: Man Without Fear #1—5 (1993-94)
- Dark Reign: The List — Punisher #1 (2009)
- Dazzler #1—3 (1981)
- Eternals vol. 3 #1—7 (2006—2007)
- Fallen Son: The Death of Captain America #4 (2007)
- Ghost Rider/Wolverine/Punisher: Hearts of Darkness #1 (1991)
- Heroes for Hope Starring the X-Men #1 (1985)
- The Incredible Hulk vol. 3 #24—25, 27—28, 34—39 (2001—2002)
- Iron Man #115—117, 119—121, 123—128, 141—150, 152—156, 256, 258—266 (1978—1982, 1990—1991)
- The Last Fantastic Four Story #1 (2007)
- Marvel Super Hero Contest of Champions #1—3 (1982)
- Marvel Super Special #5 (Kiss) (1978)
- The Mighty Avengers #15 (2008)
- Peter Parker: Spider-Man #57, 64—76, 78-84, 86—92, 94—95, 97—98 (1995—1998)
- Peter Parker: Spider-Man vol. 2, #1—3, 6—12, 14—17, 19 (1999—2000)
- The Punisher War Zone #1—8 (1992)
- Scarlet Spider #2 (1995)
- Sentry vol. 2 #1-8 (miniseries, 2005—2006)
- The Spectacular Spider-Man #50, 121 (1981, 1986)
- Spider-Man: The Lost Years #0, 1—3 (miniseries, 1995)
- Star Brand #1—2, 4—7 (1986—1987)
- Thor vol. 2, #1—8, 10—13, 16—18, 21—25 (1998—2000)
- Ultimate Vision #0 (2007)
- Uncanny X-Men #175—185, 187—197, 199—200, 202—203, 206—211, 287, 300—302, 304, 306—311, Annual #4 (1980—1986, 1992—1994)
- Wolverine vol. 3, #20—31 (2004-05)
- World War Hulk #1—5 (2007—2008)
- X-Men: Legacy #208 (2008)
- X-Men Unlimited #7 (1994)
- Eternals vol. 3 (2006)

### Icon Comics
- Kick-Ass #1—8 (со сценаристом Марком Милларом 2008—2010)
- Kick-Ass 2 #1—7 (2010—2012)
- Hit-Girl #1—5 (2012—2013)
- Kick-Ass 3 #1—8 (2013—2014)

### Marvel Comics/DC Comics
- Каратель/Бэтмен: Deadly Knights (1994)
- Thorion of the New Asgods #1 (1997)

### Image Comics
- The Gray Area #1—3 со сценаристом Гленом Брунсвиком, (2004)